# Château des Maillys
 (avril 2023).
Si vous disposez d'ouvrages ou d'articles de référence ou si vous connaissez des sites web de qualité traitant du thème abordé ici, merci de compléter l'article en donnant les références utiles à sa vérifiabilité et en les liant à la section « Notes et références ».
Le château des Maillys est un édifice érigé à partir de la fin du XVIe siècle, sur la commune des Maillys dans le département de la Côte-d'Or, par le maître d'œuvre Nicolas de Rouvrai, à la demande de Jean Pennet, seigneur de Mailly. Ravagé par un grave incendie en 1997, il n'en reste plus que sa structure maçonnée.[réf. nécessaire]

## Localisation
Ce château du val de Saône se situe dans un grand parc au nord-ouest du chef-lieu.

## Historique
Neuf mottes castrales à Mailly-le-Port, Mailly-la-Ville et Mailly-le-Château attestent d'une vie militaire intense dès le Haut Moyen Âge. Au Moyen Âge, Les Maillys sont le siège d'une seigneurie du bailliage de Dijon qui possède de nombreuses terres le long de la route Dole-Dijon et d'autres à Échenon. Une première maison forte sise à Mailly-le-Port, dont on ignore la date de construction, est léguée au milieu du XIVe siècle par Hugues d'Aligny à Richard de Gentey. Le château de la famille de Mailly, aujourd'hui disparu, se situe à Mailly-le-Château, dans la partie est de la seigneurie (en direction de Tillenay).[réf. non conforme]
Le château actuel est édifié à la fin du XVIe siècle par monsieur de Rouvrai. Il appartint XVIIe siècle à Jean Pennet, époux de Mademoiselle de Berbis. C'est là que le jeune lieutenant d'artillerie Bonaparte, alors stationné à l'École royale d’artillerie d'Auxonne entre 1788 et 1791, rencontrait Mme de Berbis. Le château revient par mariage à la famille Gemeaux, puis vers 1860, à Adolphe Le Caruyer de Beauvais. En 1939, il est vendu à M. Schneider puis réquisitionné par les Allemands de 1939 à 1945. Il passe ensuite à monsieur de Morgues qui le revend à la mairie de Paris. Celle-ci y rajoute un étage pour en fait une de ses colonies de vacances jusqu'au début des années 1980. Revendu à un nouveau propriétaire, il est victime d'un incendie en 1997. Les communs rénovés font office de gîte.

## Description générale

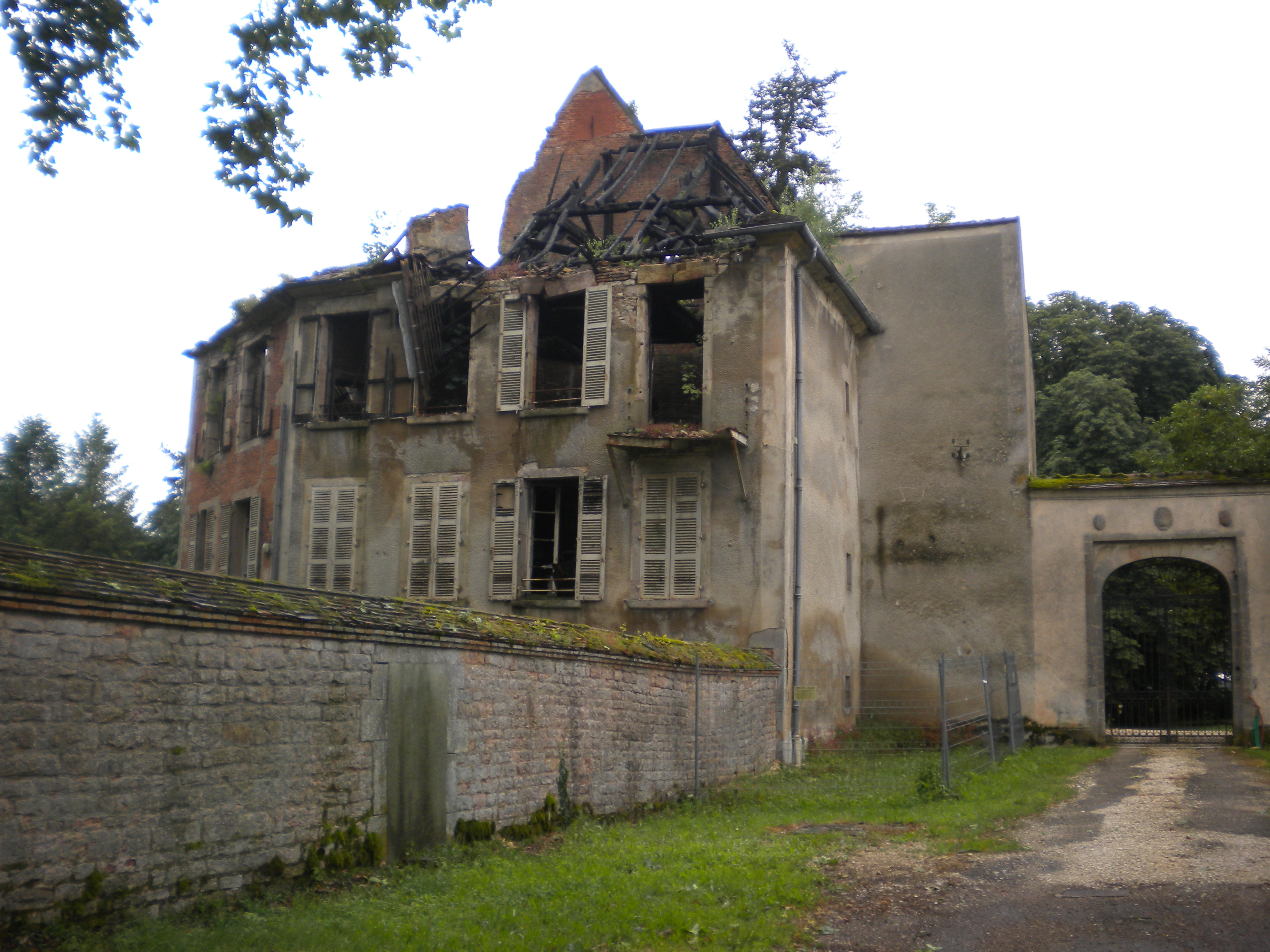
Le château en ruine en 2012.

L'édifice est d'une maçonnerie faite de briques et de pierres, ainsi qu'une toiture polychrome de tuiles vernissées, architecture typique du sud de la Bourgogne. Il est flanqué de trois tours carrées, dont les deux placées de part et d'autre du corps central, côté jardin, sont construites en biais, toutes percées de fenêtres à meneaux.[réf. non conforme]
Toujours côté jardin, un grand escalier en pierre, à double-volée, orne la terrasse de l'entrée[réf. nécessaire].
Une conciergerie et une ferme, eux aussi fait de briques, se trouvent à proximité du château[réf. nécessaire].

## Usages
Initialement résidence, le château est réquisitionné par les Allemands en 1940, investit par un contingent français en 1945, avant d'être acheté par la mairie du 5e arrondissement de Paris, qui en fait une colonie de vacances jusqu'en 1983. En vente pendant près de 10 ans, le château est racheté au début des années 1990, par un antiquaire. En 1997, un grave incendie le ravage. Il ne reste plus aujourd'hui que la structure maçonnée de l'édifice[réf. non conforme], mais aussi les vitraux et l'autel de la chapelle démontés après guerre, et entreposés dans les caves. 

## Propriétaires
Depuis la construction du château au XVIIe siècle, de nombreux propriétaires se succèdent :
- Famille Penet, jusqu'en 1619.
- Famille de Berbis, jusqu'en 1859, par la succession de Pierre Penet, fils de Jean Penet et d'Anne de Berbis, mort sans hoirs en 1619.
- Famille Le Caruyer de Beauvais, de 1861 à 1939, par succession de Louis Antoine de Berbis, qui lègue le château à la fille de sa cousine paternelle de Gémeaux, mariée à Adolphe Le Caruyer de Beauvais.
- Famille Schneider, de 1939 à 1945.
- Famille de Morgues, de 1945 à 1946.
- Mairie du 5e arrondissement de Paris, de 1946 à 1983.
- Famille Mougin, des années 1990 à 2002.
- Famille Cêtre, depuis 2002.